# Antachara goergeni
Antachara goergeni är en fjärilsart som beskrevs av Thöny 1999. Antachara goergeni ingår i släktet Antachara och familjen nattflyn. Inga underarter finns listade i Catalogue of Life.